# سنت آنتونی وست (مینیاپولیس)
سنت آنتونی وست (به انگلیسی: St. Anthony West) یک منطقهٔ مسکونی در ایالات متحده آمریکا است که در مینیاپولیس واقع شده‌است. سنت آنتونی وست ۲٬۲۰۰ نفر جمعیت دارد.